# Kenneth Tsang
Kenneth Tsang Kong (chinesisch 曾江, Pinyin Zēng Jiāng, Jyutping Zang1 Gong1, kantonesisch Tsang Kong; * 5. Oktober 1934 als Tsang Koon-yat – 曾貫一 / 曾贯一,  Zēng Guànyī, Jyutping Zang1 Gwung1jat1 in Shanghai, China; † vor oder am 27. April 2022 in Hongkong) war ein Filmschauspieler und Regisseur aus Hongkong. Er spielte unter anderem in Die Ersatzkiller, Rush Hour 2 und in dem James-Bond-Film Stirb an einem anderen Tag mit.

## Leben
Tsang wurde in Shanghai geboren, besuchte das Wah Yan College in Hongkong und Kowloon. Später ging er auf das McMurry College in Abilene, Texas, und wechselte dann an die Universität in Berkeley, Kalifornien, wo er seinen Abschluss in Architektur machte.
Anfang der 1960er Jahre kehrte er als Architekt nach Hongkong zurück, war aber von der Arbeit gelangweilt, sodass ihm seine Schwester Jeanette Lin, die zu dieser Zeit ein gefragter Filmstar war, mit Verbindungen zu der Branche versorgte, die dann seine Schauspielkarriere ankurbelten. Bereits im Jahr 1955 gab er sein Debüt mit dem Film „The Feud“ (1955). In den 1960er Jahren spielte er überwiegend in Detektivfilmen und klassischen Kung-Fu-Filmen mit.
Tsang war dreimal verheiratet. Im Jahr 1969 heiratete er ein Mitglied der Zirkustruppe „Lan Di“ (藍娣,  Lán Dì, Jyutping Laam4 Dai6) und sie bekam von ihm einen Sohn. Zehn Jahre später ließen sie sich scheiden, wobei der Sohn bei der Mutter blieb. 1980 ehelichte er die Kolumnistin und das Model Barbara Tang (鄧拱璧,  Dèng Gǒngbì, Jyutping Dang6 Gung2bik1), mit der er eine Tochter (Musette Tsang, 曾慕雪,  Zēng Mùxuě, Jyutping Zang1 Mou6syut3) hat. Die Scheidung erfolgte ebenfalls zehn Jahre später. 1994 heiratete er Lisa Chiao Chiao (焦姣,  Jiāo Jiāo, Jyutping Ziu4 Gaau2; * 1943), eine in China geborene taiwanesische Schauspielerin.
Er war der ältere Bruder von Jeanette Lin Chui (wirklicher Name 曾懿貞,  Zēng Yìzhēn, Jyutping Zang1 Ji3zing1, kantonesisch Tsang Yi-cheng, 1936–1995), erste Ehefrau von Eastern-Schauspieler Jimmy Wang Yus, und somit der Onkel des bekannten Cantopop-Sängerin Linda Wong (王馨平).

## Filmografie (Auswahl)
- 1979: Superfighter 3
- 1986: Peking Opera Blues
- 1986: Royal Warriors
- 1987: A Better Tomorrow II
- 1988: Return of Lucky Stars
- 1989: The Killer
- 1989: Princess Madam
- 1991: Once a Thief
- 1991: Point of no Return
- 1991: Bury me High
- 1991: Queens High
- 1991: Inspector Pink Dragon
- 1992: Night Rider
- 1992: Police Story 3

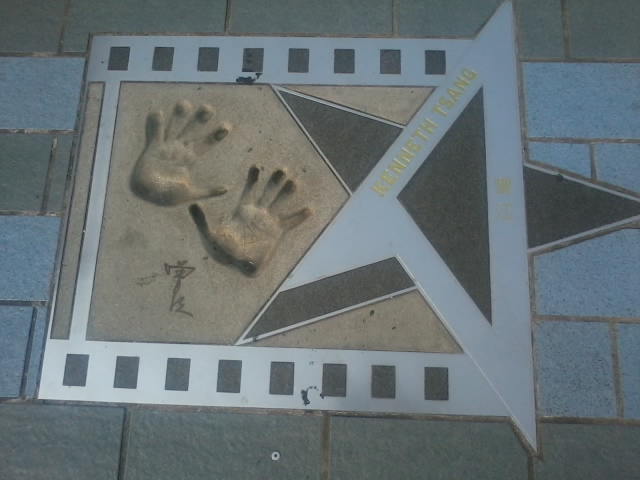
Tsangs Stern auf der Avenue of Stars, TST Hongkong 2012

- 1998: The Replacement Killers – Die Ersatzkiller (The Replacement Killers)
- 2001: Rush Hour 2
- 2002: The Touch
- 2002: James Bond 007 – Stirb an einem anderen Tag (Die Anorher Days)
- 2005: Die Geisha (Memoirs of a Geisha)
- 2009: The Treasure Hunter
- 2016: For a Few Bullets
- 2017: Baby Task Group
- 2021: Man on the Edge

Quelle: Hong Kong Movie Database